# Équipe du pays de Galles de rugby à XV à la Coupe du monde 1987
 (mars 2025).
Si vous disposez d'ouvrages ou d'articles de référence ou si vous connaissez des sites web de qualité traitant du thème abordé ici, merci de compléter l'article en donnant les références utiles à sa vérifiabilité et en les liant à la section « Notes et références ».
L'Équipe du pays de Galles de rugby à XV à la Coupe du monde 1987 termine troisième de la compétition, après avoir battu l'équipe d'Australie lors de la petite finale.

## Liste des joueurs
Les joueurs suivants ont joué pendant cette coupe du monde 1987.

### Première ligne
- Kevin Phillips   (6 matchs)
- Anthony Buchanan (4 matchs)
- Steven Blackmore (3 matchs)
- David Young (2 matchs)
- Jeff Whitefoot (2 matchs)
- Stuart Evans (2 matchs)

### Deuxième ligne
- Dick Moriarty (6 matchs)  (capitaine)
- Bob Norster (3 matchs)
- Huw Richards (3 matchs)
- Steve Sutton (3 matchs)

### Troisième ligne
- Paul Moriarty (6 matchs)
- Gareth Roberts (5 matchs)
- Richie Collins (3 matchs)
- Phil Davies (3 matchs)
- Richard Webster (1 match)

### Demi de mêlée
- Robert Jones (5 matchs)
- Ray Giles (1 match)

### Demi d’ouverture
- Jonathan Davies (6 matchs)
- Malcolm Dacey (1 match)

### Trois-quarts centre
- John Devereux (5 matchs)
- Mark Ring (3 matchs)
- Bleddyn Bowen (3 matchs)
- Kevin Hopkins (2 matchs)

### Trois-quarts aile
- Adrian Hadley (6 matchs)
- Ieuan Evans (5 matchs)
- Glen Webbe (1 match)

### Arrière
- Paul Thorburn (6 matchs)

## Statistiques

### Meilleur marqueur d'essais
- Ieuan Evans : 4 essais

### Meilleur réalisateur
- Paul Thorburn : 37 points